# Walters (Oklahoma)
Walters é uma cidade localizada no estado norte-americano de Oklahoma, no Condado de Cotton.

## Demografia
Segundo o censo norte-americano de 2000, a sua população era de 2657 habitantes.
Em 2006, foi estimada uma população de 2563, um decréscimo de 94 (-3.5%).

## Geografia
De acordo com o United States Census Bureau tem uma área de
21,7 km², dos quais 21,1 km² cobertos por terra e 0,6 km² cobertos por água. Walters localiza-se a aproximadamente 305 m acima do nível do mar.

## Localidades na vizinhança
O diagrama seguinte representa as localidades num raio de 28 km ao redor de Walters.